# Das Schwert von Persien
Das Schwert von Persien (italienischer Originaltitel: Ester e il re; englischer Originaltitel: Esther and the King) ist ein italienisch-US-amerikanischer Monumentalfilm von Raoul Walsh aus dem Jahr 1960, nach dem Buch Ester aus dem Alten Testament. Für die italienische Version des Films führte Mario Bava Regie.

## Handlung
Vor 2500 Jahren kehrt Xerxes I., der König der Meder und Perser, von einem mehrjährigen Feldzug in Ägypten siegreich nach Susa heim. Zwei Tagesmärsche von der Stadt entfernt sucht ihn einer seiner Getreuen, der Judäer Simon, auf, der wie viele andere seines Volkes in der persischen Diaspora lebt. Dieser hatte dem König das Leben gerettet, wofür er zum Dank in die königliche Ehrenwache im Palast zu Susa aufgenommen wird. Vorher solle er jedoch nach Hause reiten, wo Simon endlich seine Braut Esther zu heiraten gedenkt.
In Susa angekommen, erfährt Xerxes, dass ihn seine Gemahlin Königin Vashti während seiner langen Abwesenheit mit mehreren Liebhabern betrogen hat, deshalb befiehlt er ihre Verbannung. Der oberste Würdenträger Prinz Haman, der für Xerxes das Reich regiert hat, lässt Vashti daraufhin ermorden, damit sie ihn nicht als einen ihrer Verehrer verrät. Zudem verschwört sich der am Herrschen Gefallen gefunden und Gold aus der königlichen Schatzkammer veruntreut Habende mit General Klydrathes, der den König aufgrund des geplanten Feldzugs gegen die Griechen beseitigen will, um Xerxes zu stürzen.
Da Xerxes eine neue Gemahlin für die Zeugung eines Thronerben benötigt, wird General Klydrathes von Haman damit beauftragt, im ganzen Reich Frauen für die Wahl zur neuen Königin rauben zu lassen. Als auch Esther verschleppt wird, greift Simon General Klydrathes an, was zur Plünderung aller judäischen Siedlungen und zur Misshandlung sowie Vertreibung deren Einwohner führt. Nicht wissend, dass Esther eine Judäerin ist und sie eigentlich Simon versprochen ist, erwählt Xerxes sie zu seiner neuen Gemahlin. Aufgrund der Bitte ihres Onkels, dem Judäerfürsten Mardochai, sich beim König für ihr Volk einzusetzen, und weil sie sich in Xerxes verliebt, entscheidet sich Esther für die Heirat. Simons folgender Versuch, seine Geliebte heimlich aus dem Palast zu befreien, scheitert an Esthers Widerstand, also beschließt er, Xerxes eines Tages zu erschlagen.
Nach der Hochzeit unterbreitet Haman Xerxes einen Vorschlag, durch den er das Fehlen des veruntreuten Goldes zu vertuschen und zugleich seinen verhassten Widersacher, den königstreuen Mardochai, zu beseitigen versucht. Er rät Xerxes dazu, den Goldschatz durch die Umsetzung eines alten Gesetzes aus Kyros’ Zeiten zu mehren, demzufolge alle Untertanen, die einem anderen Gott als Mithras huldigen, zum Sterben verdammt seien und ihre Güter dem König anheimfallen sollen. Esther appelliert an Xerxes Sinn für Gerechtigkeit, wodurch sie das Unheil abwenden kann. Haman leitet aber einen weiteren Plan in die Wege, um seine Ziele zu verwirklichen. Er lässt im Tempel der Judäer gefälschte Dokumente platzieren, die angeblich von Mardochai geschrieben wurden und beweisen sollen, dass der Judäer Xerxes’ geheimen Kriegsplan gegen die Griechen an selbige verkaufen wollte. Als Xerxes verkündet, Mardochai ins Gefängnis zu werfen und die Judäer ausrotten zu wollen, wenn sie sich nicht von ihrem Glauben lossagen, setzt sich Esther abermals für ihr Volk ein. Sie gibt sich als Judäerin zu erkennen und bittet Xerxes darum, die sich in Persepolis befindende königliche Schatzkammer zu inspizieren, um die Treue des Haman zu überprüfen.
Einem von Haman vergebenen Mordbefehl folgend, lauert General Klydrathes mit seinen Männern dem nach Persepolis reisenden Xerxes und seinen Truppen in einer Totenstadt auf. Nachdem die königlichen Truppen den Sieg haben erringen können, trifft Xerxes auf Simon, der sich dort versteckt gerhalten hat. Im folgenden Zweikampf der beiden Gefährten erfährt Xerxes, dass Esther die versprochene Braut Simons ist, also erklärt er, auf seine Gemahlin zu verzichten. Daraufhin führt Simon Xerxes zu Klydrathes, den er kurz zuvor aus Rache für die Entführung seiner Braut niedergestochen hat. Schwer verwundet berichtet der General den beiden von den Taten Hamans, wofür er von seinem König den Gnadenstoß empfängt.
Während Xerxes seine Truppen sammelt, bekommt Simon den Auftrag, nach Susa vorauszureiten, wo er mit der Hilfe des königlichen Siegels die Judäer bewaffnen soll. Haman hat inzwischen Befehl gegeben, alle Judäer ermorden zu lassen, doch den noch rechtzeitig Bewaffneten gelingt es, erfolgreich sich zu wehren. Zeitgleich erfährt Haman von General Klydrathes Versagen. Auf der Flucht aus der Stadt stößt er aber auf den König und seine Truppen, was dem Verräter den Tod einbringt. Simon erliegt einer Kampfverletzung. Die Judäer führen zum Gedenken an ihre Errettung das Purimfest ein. König Xerxes zieht kurz darauf in den Krieg gegen die Griechen, die von einem Makedonen Namens Alexander angeführt werden, und kehrt geschlagen zu seiner Gemahlin Esther heim.

## Hintergrund
Das Schwert von Persien wurde in den Titanus Appla Studios in Rom hergestellt und hatte seine Premiere am 18. November 1960 in New York City. Am 17. Februar 1961 lief der Film in den italienischen Kinos an. In die Kinos der Bundesrepublik Deutschland kam er am 3. März 1961.

## Synchronisation
Die deutsche Bearbeitung erfolgte durch Elite-Film Franz Schröder.
| Darsteller     | Rolle              | deutscher Sprecher |
| -------------- | ------------------ | ------------------ |
| Joan Collins   | Esther             | Marion Degler      |
| Richard Egan   | König Xerxes I.    | Horst Niendorf     |
| Denis O’Dea    | Fürst Mardochai    | Konrad Wagner      |
| Sergio Fantoni | Prinz Haman        | Arnold Marquis     |
| Rik Battaglia  | Simon              | Rainer Brandt      |
| Renato Baldini | General Klydrathes | Benno Hoffmann     |
| Gabriele Tinti | Samual             | Dieter Klein       |

## Kritik
Für das Lexikon des internationalen Films war Das Schwert von Persien „bunt und oberflächlich inszeniert“ und „weder an historischer Genauigkeit noch an religiösen Fragen interessiert“.